# Myelochroa lindmanii
Myelochroa lindmanii är en lavart som först beskrevs av Lynge, och fick sitt nu gällande namn av Elix & Hale. Myelochroa lindmanii ingår i släktet Myelochroa och familjen Parmeliaceae.   Inga underarter finns listade i Catalogue of Life.